# Pedro Alfonso de Portugal

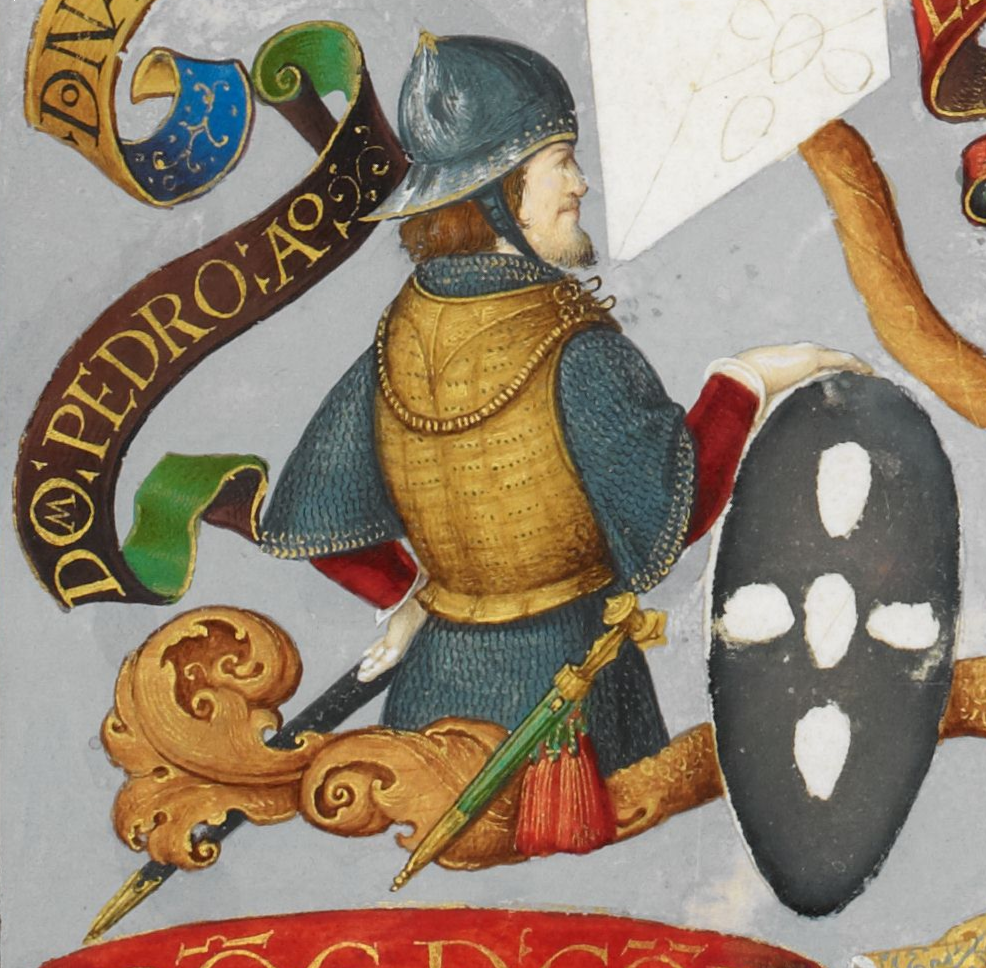
Pedro Alfonso

Pedro Alfonso (¿?, después de 1185), fue un noble y soldado portugués, antes de ingresar en el Monasterio de Alcobaza.

## Biografía
Se desconoce casi todo sobre Pedro Afonso, aunque existe un documento de 1162 (Estatutos de la milicia de Évora), transcrito por Bernardo de Brito, supuestamente firmado por él como “Petrus proles Regis par francorum Magister novae militiae”, Pedro hijo del rey, par de Francia, gran maestre de la nueva milicia (de Évora, futura Orden de Avis). En otras palabras, Pedro Afonso sería entonces el hijo bastardo de Alfonso Henriques, habría sido reconocido por el rey de Francia como uno de sus mejores y más valientes caballeros (uno de los Doce Pares de Francia, en la tradición de Carlomagno), y sería finalmente el primer Gran Maestre de la Orden de San Benito de Évora.
Sin embargo, el estudio de este documento, realizado por el cardenal Francisco de São Luís Saraiva, no deja dudas: este documento, hoy desaparecido, si alguna vez existió, es falso. Hay muchas inconsistencias, particularmente en lo que respecta a Pedro Afonso. Porque Pedro de Mariz dice de él que es hijo bastardo del conde Enrique de Borgoña, por tanto medio hermano de Alfonso I, y no hijo, y lo llama D. Pedro Henriques. Dice también que «después de muchos títulos de Caballero, que hizo su hermano en ayuda del Rey, entró en la religión de S. Bernardo en el Monasterio de Alcobaza, donde murió y está enterrado»; y luego agrega, que “no se dicen más historias sobre él, pero que en la conquista de Santarém mostró la excelencia de su persona, y el esfuerzo de su espíritu”. El propio Bernardo de Brito en las Alabanzas de los Reyes de Portugal describe a D. Pedro Afonso, como hijo bastardo del Conde D. Henrique, y también dice que fue caballero antes de seguir la vida monástica en el Monasterio de Alcobaza.
Inscripción funeraria de Pedro Alfonso:

HIC REQVIESCIT D. PETRVS ALPHONSVS, ALCOBATIAE MONACHUS, FRATER D. ALPHONSI; ILLVSTRIS PRIMI REGIS PORTVGALLIAE, CVIVS LABORE, ET INDVSTRIA LOCVS ISTE CISTERCIENSI ORDINI, VIDELICET HVIC LOCO, DE ALCOBATIA FVUIT DATVS IN AERA M.C.LXXXV. QVO ANNO COEPIT REX ALPHONSVS PRIMVS PORTUGALLIAE SANCTARENAM. QVEM D. PETRUS ALPHONSI DE CLAVSTRO ALCOBATIAE VBI PRIVS FVERAT SEPVLTVS, IN DIE S. IOANNIS BAPTISTAE. AERA M.CCC.XXXI. D. DOMINICVS ABBAS TRANSTVLIT AD HVNC LOCV

"Aquí reposa Pedro Afonso, monje de Alcobaça, hermano de D. Afonso, ilustre primer rey de Portugal..."
Cisterciensium seu verius ecclesiasticorum annalium a condito Cistercio, tomus II, p.413, Ángel Manrique

Queda entonces muy claro que Pedro Afonso (Henriques) nunca fue Par de Francia, y menos aún el primer Gran Maestre de la Orden de Avis, todo no es más que un mito inventado por Bernardo de Brito, por patriotismo, en la época en la que Portugal estaba dominada por España, para defender la superioridad y antigüedad de la Orden de Avis respecto a la Orden española de Calatrava.

## Conexiones familiares
Hijo bastardo del conde D. Henrique de Portugal, no dejó descendencia. 